# Гармонізація законодавства
У Європейському Союзі, гармонізація законодавства (або просто гармонізація) – процес створення спільних стандартів на внутрішньому ринку. Хоча кожна держава-член ЄС несе основну відповідальність за регулювання більшости питань у межах своєї юрисдикції, і, отже, кожна має власні закони, гармонізація має на меті:
- створити узгодженість законів, нормативних актів, стандартів і практик, щоб однакові правила застосовуватися до підприємств, які працюють в більш ніж одній державі-члені, і щоб підприємства однієї держави не отримували економічної переваги над підприємствами іншої в результаті різних правил.
- зниження відповідності та регуляторного тягаря для підприємств, які працюють на національному або транснаціональному рівні.

Метою Європейського Союзу є досягнення уніфікованості законів держав-членів – сприяти вільній торгівлі та захищати громадян.
Гармонізація — це процес визначення допустимих меж міжнародної уніфікації, але не обов’язково означає бачення повної одноманітности.

## Характеристика гармонізації
Гармонізація, як правило, не є всеохоплюючою, а частковою, оскільки вона не має на меті створення єдиного авторитету права з певного питання. Це пояснюється тим, що заходи з гармонізації законодавства не можуть виходити далі, ніж це необхідно.
Гармонізація безсистемна. Директиви Європейського Союзу не зосереджені та не містять комплексного регулювання всього права. Директиви регулюють деякі дуже конкретні питання, і вони регулюють їх лише для конкретних ситуацій чи обставин і лише для певних типів сторін. Це найбільш поширене в договірному праві Європейського Союзу.
Гармонізація, як правило, відбувається на двох рівнях управління: головного органу та кожного члена окремо. Якщо взяти Європейський Союз, то це два рівні: європейський і національний. Хоча європейські та національні законодавці поділяють законодавчу відповідальність, жоден із цих органів не несе остаточної відповідальності за все. Крім того, немає вищої політичної влади, яка має останнє слово щодо того, хто за що відповідає, тобто немає верховної влади над європейськими та національними законодавцями. Однак Суд Справедливости може визначати ступінь гармонізації при розгляді справ.
Гармонізація є динамічною, оскільки інструменти гармонізації спрямовані на зміни, зокрема на покращення та встановлення послідовних умов для дії правових принципів.

## Гармонізація проти уніфікації
Уніфікація та гармонізація законів подібні в тому сенсі, що обидві передбачають наближення кількох правових систем і обидві також орієнтовані на встановлення певного рівня інтеграції з попередньої ситуації, яка характеризується різноманітністю. З іншого боку, уніфікація та гармонізація мають різні фундаментальні цілі. Перша прагне до повної єдности в суті та деталях, тоді як друга уникає повної одноманітности і в першу чергу має на меті наближення фундаментальних принципів національного законодавства. При об’єднанні, наприклад, новий закон повністю замінює національні закони, які існували раніше. Закон про гармонізацію на європейському рівні не виходить за межі простого наближення і залишає національні відмінності на місці, доки вони прямо не регулюються законом про гармонізацію. Національні закони стають лише ближчими, але не ідентичними.

Уніфікація також спрямована на заміну або поєднання двох або більше правових систем і заміну їх єдиною системою. З іншого боку, гармонізація спрямована на координацію різних правових систем шляхом «усунення основних відмінностей і створення мінімальних вимог або стандартів».
«На відміну від уніфікації, яка передбачає заміну двох або більше правових систем однією єдиною системою, гармонізація права виникає виключно в порівняльно-правовій літературі, особливо у зв’язку з міжюрисдикційними приватними угодами. Гармонізація спрямована на ‘здійснення наближення або координації різних правових положень або систем шляхом усунення основних відмінностей і створення мінімальних вимог або стандартів’».
Гармонізацію можна розглядати як крок до уніфікації, і, певним чином, гармонізація має на меті або прагне до уніфікації.

## Гармонізація та конвергенція права
Гармонізація є синонімом конвергенції права, однак гармонізація зазвичай пов’язана з активним прагненням шляхом прийняття законодавства, тоді як конвергенція, як правило, пов’язана з пасивним підходом, таким як природне зближення закону через звичай і часте використання узгоджених принципів.
Найвидатнішим прикладом гармонізації міжнародного права є ЮНСІТРАЛ (Комісія ООН з права міжнародної торгівлі).

## Гармонізація норм матеріального кримінального права
Компетенція ЄС щодо матеріального кримінального права обмежується лише встановленням мінімальних правил щодо визначення кримінальних злочинів і санкцій у сферах особливо тяжких злочинів із транскордонним виміром. Таким чином, ЄС може окреслити конкретну злочинну поведінку та мінімальні санкції за правопорушення, які держава-член повинна криміналізувати у своїй національній системі. Спільні мінімальні правила допускаються у сферах, що стосуються визначення кримінальних правопорушень і санкцій за особливо тяжкі злочини з транскордонним виміром, що є наслідком характеру чи наслідків таких правопорушень або особливої необхідності боротися з ними на загальній основі. До таких тяжких злочинів належать тероризм, торгівля людьми, сексуальна експлуатація жінок і дітей, торгівля наркотиками, торгівля зброєю, відмивання грошей, корупція, підробка платіжних засобів, комп’ютерна злочинність та організована злочинність.
ЄС взяв на себе певні повноваження щодо забезпечення гармонізації законів, які стосуються «особливо серйозних злочинів із транскордонним виміром». Поки що законодавство, прийняте ЄС, було зосереджено на гармонізації визначення правопорушень, санкцій і питань юрисдикції.

## Гармонізація кримінально-процесуального права
Гармонізація кримінально-процесуального законодавства передбачає лише адаптацію національного законодавства до європейських вимог, а не повну заміну національного законодавства європейськими стандартами. Необхідно вжити відповідних заходів щодо боротьби зі злочинністю для досягнення мети ЄС щодо створення простору свободи, безпеки та справедливості, де ЄС має спільну компетенцію з державами-членами. ЄС має повноваження діяти лише до тих пір, поки держави-члени не можуть це зробити самі, і не повинен виходити за межі того, що необхідно для досягнення цілей Договорів.
Мінімальні правила можуть бути встановлені Директивою у сферах взаємної прийнятності доказів, прав осіб у кримінальному процесі та прав жертв злочинів. Що стосується інших аспектів кримінального процесу, законодавство для гармонізації має ухвалюватись одноголосно Радою та схвалюватись Європейським парламентом.